# Coelichneumon maritimensis
Coelichneumon maritimensis är en stekelart som beskrevs av Heinrich 1980. Coelichneumon maritimensis ingår i släktet Coelichneumon och familjen brokparasitsteklar. Inga underarter finns listade i Catalogue of Life.